# Campionati asiatici di badminton a squadre 2024
I Campionati asiatici di badminton a squadre 2024 si sono svolti a Selangor, in Malaysia. È stata la 5ª edizione del torneo, organizzato dalla Badminton Asia.

## Podi
| Evento           | Oro   | Argento    | Bronzo                 |
| Torneo maschile  | Cina  | Malaysia   | Giappone Corea del Sud |
| Torneo femminile | India | Thailandia | Indonesia Giappone     |